# سلسلة النساء الدنماركية للسلام

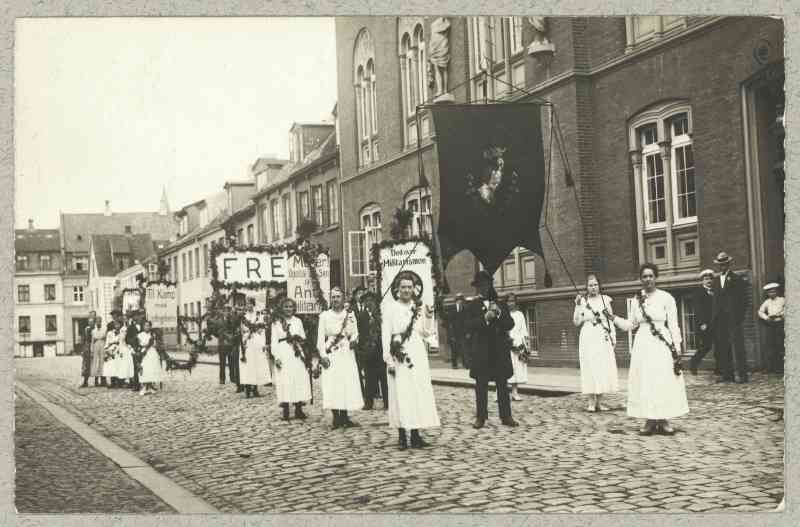

سلسلة النساء الدنماركية للسلام هو الاسم الأصلي للفرع الدنماركي من اتحاد النساء العالمي للسلام والحرية. تأسست المنظمة في عام 1915 عقب المؤتمر العالمي للنساء والذي عُقِد في لاهاي. وهدفت إلى تطوير فروع وطنية من النساء اللواتي ينادين بالمزيد من الدعم للسلام بعد انتهاء الحرب العالمية الأولى. وكان من ضمن النشطاء الأوائل للجمعية  «ثورا دوجارد» و«كلارا تايبرج».
تضمنت المنظمة أيضًا ناشطات أخريات مثل «بيني سيدرفيلد دو سمونسن»  و«هيني فورشرهامر» و«إلين هنسن» و«إيفا مولتسن» و«لويس رايت» وأيضًا «الس زسن» ورغم أن جميعهن من الطبقة المتوسطة فلديهنّ خلفيات متفاوتة. فإحداهن كانت مدرسة وأخرى ناشطة سياسية ومنهن متطوعات في العمل الخيرى واثنتان منهن كانتا من الكتاب. ونجحنّ في استقطاب الأعضاء ليس فقط من أصدقائهن وزملائهن ولكن من الطبقة العاملة وأعضاء النقابة العمالية  مثل «هنريت كرون».
وفي عام 1925 تغير اسم المنظمة إلى رابطة النساء الدولية للسلام والحرية (KILFF) فيما يتماشى مع المنظمة الأم. وبحلول عام 1919 كان بالرابطة 12000 عضوًا. ونُشِرت مجلة المنظمة منذ عام 1924، وعُنونت بـ (السلام والحرية)في عام 1926. وترأست «ثورا داوغارد» المنظمة من عام 1920 إلى 1941.
وفيما يخص مؤتمر نزع السلاح العالمي عام 1932 جمع أعضاء الجمعية 437457 توقيع للمطالبة بنزع السلاح. وفي أواخر عام 1930 شاركت في الحملة العالمية لإنقاذ الأطفال اليهود من ألمانيا النازية. ثم في عام 1947 أصبحت الرابطة عضوًا في مجلس السلم الدنماركي، وهو جزء من مجلس السلم العالمي.
واستمرت الرابطة في العمل مع باقي المنظمات الهادفة لتحقيق السلم ونزع السلاح. ففي عام 1990 كانت داعمة نشطة لمشروعات النساء في البلدان التي مزقتها الحرب، وخصوصًا دول البلقان. واليوم يركز مجال عملها على مكافحة الاتجار بالنساء ومعالجة قرار 1325 لمجلس الأمن بشأن المرأة والسلام والأمن.